# Metrocles de Maroneia
Metrocles ou Metrocles de Maroneia (em grego:  Μητροκλῆς; fl. c. 325 a.C.) foi um filósofo cínico de Maroneia, região da Macedônia Oriental e Trácia. Ele estudou no Liceu de Aristóteles com Teofrasto eventualmente tornando-se um seguidor de Crates de Tebas que se casou com a irmã de Metrocles, Hipárquia. Pouco restou de seus trabalhos, mas é um dos primeiros cínicos a adotar a prática de escrever anedotas (chreiai) morais sobre Diógenes  e outro cínicos.

## Vida
A suposta história da conversão de Metrocles para o cinismo é relatada por Diógenes Laércio. Metrocles aparentemente teria soltado gases durante a prática de um discurso na escola e ficou tão envergonhado que fechou-se em sua casa a fim de cometer suicídio por inanição. Crates visitou-o e o fez um jantar a base de tremoço - uma fava conhecida por causar flatulência - e explicou-lhe que o que ele fez foi de acordo com a natureza e, portanto, nada tinha de se envergonhar. Quando o próprio Crates soltou gases para demonstrar o quão natural era isso, Metrocles então se convenceu a deixar sua vergonha.

## Obras
De acordo com Hecato de Rodes, Metrocles queimou todos os seus escritos, mas outros disseram que apenas as notas que escrevera na escola de Teofrasto foram queimadas por ele. Pode ter sido através de Metrocles que sua irmã Hipárquia conheceu Crates com quem ela mais tarde se casou, assim, tornando-se também uma cínica. Plutarco descreveu Metrocles como um vagante que dormia entre as ovelhas no inverno e no verão nos pórticos dos templos. Ele aparentemente conheceu o filósofo Estilpo com quem rivalizava, e Estilpo escreveu um diálogo chamado Metrocles em sua biografia, Diógenes Laércio aparentemente enumera uma série de seus alunos, mas a lista provavelmente refere-se a Crates. Metrocles morreu em uma idade avançada, e é dito ter deliberadamente sufocado a si mesmo.
Metrocles possuía grande habilidade, e escreveu várias obras, mas pouco delas restaram. Ele opunha-se à riqueza, a menos que colocada para uma boa utilização; e dividiu as coisas entre aquelas que podiam ser compradas com o dinheiro (como uma casa) e aquelas que levam tempo e cuidado, como a educação. Uma de suas obras foi chamado chreiai (em grego: Χρεῖαι), isto é," Anedotas" ou "máximas". Assim, Metrocles se tornou um dos primeiros a contribuir para a forma de arte literária mais importante para os cínicos: milhares de anedotas foram recolhidas (e inventadas) sobre Diógenes, Crates e outros cínicos, todos  fornecendo mensagens morais por meio das ações dos cínicos. Uma anedota escrita por Metrocles relativa a Diógenes é preservada por Laércio na seguinte passagem:

Em uma ocasião, Diógenes que estava com metade da cabeça raspada se tornou o entretenimento de um grupo de rapazes, como Metrocles nos diz em seu chreiai, e assim foi espancado por eles. Depois disso, ele escreveu os nomes de todos aqueles que o haviam espancado em um tablete e o pendurou em volta do pescoço de modo a expô-los ao insulto, como eram geralmente condenados e censurados por sua conduta.